# إفستاثيوس تافلاريديس
إفستاثيوس تافلاريديس (باليونانية: Στάθης Ταυλαρίδης)‏ (مواليد 25 يناير 1980 في سيرس - اليونان) لاعب كرة قدم يوناني يلعب حاليا لصالح نادي الدرجة الأولى سانت إتيان الفرنسي منذ 2007 في مركز قلب الدفاع .

## مسيرته الكروية
لعب إفستاثيوس تافلاريديس خلال مسيرته الاحترافية مع 10 أندية في اثنين وعشرين موسمًا وسجل خلالها 8 أهداف ضمن 373 مباراة. حيث فاز في موسمين بالكأس وفي موسم واحد بالدوري.
خاض إفستاثيوس تافلاريديس مسيرته مع نادي إيراكليس في موسم 1997–98 ليلعب معه أربعة مواسم، مشاركًا في 64 مباراة سجل خلالها هدفًا واحدًا. ثم انتقل إلى نادي أرسنال في موسم 2001–02 ولمدة موسمين، حيث شارك في مباراة ولم يسجل أي هدف. لينتقل بعدها إلى نادي بورتسموث في موسم 2002–03 لمدة موسم واحد، مشاركًا في 4 مباريات ولم يسجل أي هدف أيضًا. ثم انتقل إلى نادي ليل في موسم 2003–04 ليلعب معه أربعة مواسم، مشاركًا في 93 مباراة سجل خلالها هدفين. هذا وانتقل لاحقًا إلى نادي سانت إتيان في موسم 2007–08 واستمر معه طيلة ثلاثة مواسم، مشاركًا في 64 مباراة ولم يسجل أي هدف. ثم انتقل بعدها إلى نادي لاريسا في موسم 2010–11 لمدة موسم واحد، مشاركًا في 23 مباراة ولم يسجل أي هدف أيضًا. ليعود وينتقل من جديد، لكن هذه المرة إلى نادي أوفي كريت في موسم 2011–12 لمدة موسم واحد، مشاركًا في 25 مباراة ولم يسجل أي هدف أيضًا. لينتقل بعدها إلى نادي أتروميتوس في موسم 2012–13 واستمر معه طيلة ثلاثة مواسم، مشاركًا في 53 مباراة سجل خلالها هدفين. ثم لعب في نادي باناثينايكوس في موسم 2014–15 ولمدة موسمين، مشاركًا في 31 مباراة سجل خلالها هدفين أيضًا. ليعود ويرتحل عنه إلى نادي أريس تسالونيكي في موسم 2016–17 لمدة موسم واحد، مشاركًا في 15 مباراة سجل خلالها هدفًا واحدًا.

## روابط خارجية
- إفستاثيوس تافلاريديس على موقع الاتحاد الأوربي (الإنجليزية)
- إفستاثيوس تافلاريديس على موقع رابطة كرة القدم الفرنسية للمحترفين (الإنجليزية)
- إفستاثيوس تافلاريديس على موقع قاعدة بيانات كرة القدم.إي يو (الإنجليزية)
- إفستاثيوس تافلاريديس على موقع ليكيب (الفرنسية)
- إفستاثيوس تافلاريديس على موقع ناشيونال فوتبول تيمز (الإنجليزية)
- إفستاثيوس تافلاريديس على موقع Soccerbase.com (لاعب) (الإنجليزية)
- إفستاثيوس تافلاريديس على موقع Soccerway.com (الإنجليزية)
- إفستاثيوس تافلاريديس على موقع عالم كرة القدم.نت (الإنجليزية)
- إفستاثيوس تافلاريديس على موقع كووورة
- إفستاثيوس تافلاريديس على موقع AS.com (الإسبانية)